# Ибн Араби
Ибн Араби (на арабски: ابن عربي) е арабски суфи-мистик, философ и богослов. Истинското му име е Абу Абдаллах Мухаммад Ибн Али ибн Мухаммад ибн ал-Араби ал-Хатими ал-Таи (на арабски: أبو عبد الله محمد بن علي بن محمد بن العربي الحاتمي الطائ). В суфизма е почитан като Шейх Ал-Акбар (Най-великия шейх). Автор е на над 840 произведения.

## Биография
Ибн Араби е роден на 28 юли 1165 година в Мурсия, Испания, в знатно семейство. Когато е на седем години семейството му се премества в Севиля, където получава добро образование. През 1180 среща Авероес в Кордоба и става суфи. През 1193 напуска родината си и заминава за Магреб и от 1195 до 1197 живее в град Фес, където се среща с много учени и свои последователи. През 1200 г. заминава на поклонение хадж в Мека и престоява там три години започвайки работа над труда си „Откровения от Мека“. От 1204 до 1207 пътува до Анатолия, Багдад и Египет.
Последните седемнадесет години от живота си прекарва в Дамаск, където и умира на 10 ноември 1240 година.

## Философия
Ибн Араби създава сложна теософска система за отношението на Бога и света, която всъщност е основата на теорията му за Единството на Битието (уахдат ал-уджуд). Според тази теория, представена в труда му „Откровения от Мека“, който се състои се от 560 глави, цялото съществуване е едно, и то е проява на всепроникващата божествена реалност.
Според възгледите на Ибн Араби, многостранността е почти толкова реална като единството, след като произтича от Бога, Истинския. Независимо че изтъква реалността на многообразието Ибн Араби няма предвид, че то съществува в същия смисъл както Бог съществува, тъй като има само един уджуд, едно истинско съществувание.
Ключов момент във философията на Ибн Араби е Логос или Словото. Според него за всеки пророк, като символ на най-висша религиозна и духовна истина, е присъща характерна духовна същност или реалност, която той нарича Логос, и която е израз или проявление на Божественото. Ибн Араби разграничава два аспекта на Божествената същност. Докато първият е скрит и непознаваем, трансцендентен, изчистен изцяло от многостранност, вторият разкрива известна степен на разграничение, обособяване, защото в него Бог е и Създателя и сътворението, целостта на всичко.
В своето обяснение за човешката душа, Ибн Араби прави разграничение между човешката или „разумна“ душа и животинската – лишена от разум такава. Той е категоричен във вярата си, че душата е отделна материя, изцяло различна от тялото и всъщност е част от духовния свят. Най-високото достижимо ниво за човешката душа е нивото на директно познание, което е крайната духовна цел за много ислямски мистици. Когато достигне етапа на директно познание, душата ще е постигнала състоянието на самоунищожение и ще може да се докосне до единството на всички неща, Създателя и Неговото Творение, видимото и невидимото, вечното и временното.